# 利佩茨克空军基地
利佩茨克空军基地是位于俄罗斯利佩茨克州首府利佩茨克西北12公里的一个空军基地，是俄罗斯空天军的主要作战训练中心，与美国空军内利斯空军基地类似。该基地原为1925年德国魏玛共和国与苏联政府合作以帮助德国逃避《凡尔赛和约》而开办的利佩茨克战斗机飞行员学校。2024年8月库尔斯克州入侵期间，该基地遭到了乌克兰空军的袭击。